# اختبار القدرات
اختبار القدرات العامة هو اختبار القبول الموحد للكلية في الجامعات السعودية ويتقدم له الطلاب والطالبات السعوديون والوافدون في المرحلة الثانوية بجانب الاختبار التحصيلي للطلاب واختبار القبول للطالبات. وعدد اختباراته 5 واحد منها ورقي واربعة محوسب. وهو أحد اختبارات المركز الوطني للقياس والتقويم، الاختبار يقيس قدرات الطلاب في الرياضيات واللغة العربية وهو إجباري للقبول في الجامعات والكليات وكل جامعة تشترط درجة محدده من القدرات. اختبار قدرات مملوك ومقدم ومنشور من قبل مجلس التعليم العالي وهي منظمة ربحية -رسوم دخول الاختبار الواحد 100 ريال و 150 للتسجيل المتأخر- في السعودية التي وضعت وطورت المركز الوطني للقياس والتقويم المشرفه على الأختبار. طالب مجلس التعليم العالي بالاختبار لانه يقيم قدرات الطلاب ومهاراتهم واتجاتهم الدراسية وقد صدر بتاريخ 19/6/1421 هـ الأمر السامي ذو الرقم 471/8 بالموافقة على قرار مجلس التعليم العالي، المؤيد بقرار مجلس الوزراء السعودي وقد قدم أول اختبار في عام 1424 هـ وكان حصري للأولاد فقط وقدم أول اختبار للفتيات في عام 1430 هـ.

## أقسام اختبار القدرات
- القسم الكمي:
يشتمل على أنواع الأسئلة الرياضية المناسبة لاختبار القدرات (وفقاً للتخصص في الثانوية العامة:علمي أو أدبي) ويركز على القياس والاستنتاج وحل المسائل، ويحتاج إلى معلومات أساسية بسيطة. ويتضمن هذا الجزء:
- 52 سؤالا موضوعياً للتخصصات العلمية وتتوزع الأسئلة وفقاً للحقول وفقاً للآتي، على وجه التقريب.
- 40% سؤالاً حسابياً24% سؤالاً هندسياً 23% سؤالاً جبرياً 13% سؤالاً تحليلياً وإحصائياً.
- أما اختبار التخصصات النظرية فيتضمن 30 سؤالاً تشمل الحساب والهندسة والتحليل.

 القسم اللغوي:
ويشتمل على أنواع الأسئلة الآتية:
- استيعاب المقروء: فهم نصوص القراءة وتحليلها، من خلال الإجابة عن أسئلة تتعلق بمضمون هذه النصوص.
- إكمال الجمل: فهم صيغ النصوص القصيرة الناقصة، واستنباط ما تحتاج إليه من تتمات لتكوّن جملاً مفيدة.
- التناظر اللفظي: إدراك العلاقة بين زوج من الكلمات في مطلع السؤال، وقياسها على نظائر تماثلها معطاة في الاختيارات.
- الخطأ السياقي: تمييز الكلمة الشاذة في جملة ما (وقد أُضيف كبديل لمعاني المفردات عام 2013).
- المفردة الشاذة: اختيار الكلمة الشاذة من بين أربع كلمات (تمت اضافته حديثا في الاختبار الورقي)
- ويتضمن هذا الجزء: 68 سؤالاً للتخصصات العلمية 91 سؤالاً للتخصصات النظرية

## معلومات عن الاختبار
1- يضم الاختبار بجزأيه (اللفظي والكمي) عدداً من الأسئلة التجريبية، لكنها لا تحسب ضمن الدرجة التي يحصل عليها الطالب.
2- يُقدم الاختبار على نوعين، الاختبار الورقي والاختبار المحوسب. يتم الاختبار الورقي على فترتين فقط في السنة وتكون ضمن لجان داخل مدارس مختارة ويختبر فيه الطالب باستخدام القلم وكتيِّب الأسئلة، ويتم الاختبار المحوسب في مراكز الاختبار المعتمدة لدى قياس، حيث يتاح الاختبار طيلة العام للتسجيل، ويختبر فيه الطالب باستخدام جهاز الحاسب الآلي ولوحة مسودة.
3- تُقدَّم الأسئلة بشكل متناوب بين الجزء اللفظي والجزء الكمي في خمسة أقسام (للاختبار الورقي) وأربعة أقسام (للاختبار المحوسب)، يخصص لكل منها 25 دقيقة.
4- عدد الأسئلة ثابت في كل الاختبارات على مدى السنوات، وكذلك تقسيماتها والوقت المخصص لكل قسم. هناك مستوى موحداً للصعوبة محافظاً عليه بين هذه الاختبارات. ويقوم المركز بموازنة نتائج كل اختبار مع نتائج الاختبارات السابقة قبل رصد النتائج؛ وذلك بهدف توحيد المعايير وثبات الاختبار.
5- تُرتَّب الأسئلة، بحسب صعوبتها، من الأسهل إلى الأصعب في كل قسم من أقسام الاختبار الخمسة (أو الأربعة). ويجب على الطالب أن يُجيب عن الأسئلة بسرعة تضمن له الإجابة عن جميع الأسئلة في الوقت المحدد لكل قسم (25 دقيقة).

## درجات الاختبار
لا يوجد في الاختبار نجاح أو رسوب. ولكن يحصل الطالب على درجة معينة (أقصاها 100درجة) لها وزن معين عند الجهة التي يتقدم إليها. ويجب عدم مقارنة درجة اختبار القدرات بنسبة الثانوية العامة، فالمهم هو نتيجة الطالب بين الطلبة الذين دخلوا الاختبار؛ وفقاً لمايلي:
| !نتيجة الطالب |                    |
| ------------- | ------------------ |
| 81 فأكثر      | أعلى 5% من الطلبة  |
| 78 فأكثر      | أعلى 10% من الطلبة |
| 73 فأكثر      | أعلى 20% من الطلبة |
| 70 فأكثر      | أعلى 30% من الطلبة |
| 61-65         | المتوسط            |
| 60 فأقل       | أقل30% من الطلبة   |

## وصلات خارجية
- الموقع الرسمي للمركز الوطني للقياس والتقويم
- موقع وزارة التعليم العالي
- أسئلة شائعة حول اختبار القدرات العامة
- نماذج من ورقة إجابة اختبار القدرات
- تدريب اون لاين على اختبارات القدرات العامة